# Nikolaus-Kopernikus-Lyzeum (Danzig)
Das Nikolaus-Kopernikus-Lyzeum (polnisch: I Liceum Ogólnokształcące im. Mikołaja Kopernika w Gdańsku) am Wały Piastowskie in Danzig ist ein allgemeinbildendes Gymnasium. Es wurde 1945 gegründet und steht in der Tradition der Oberrealschule zu St. Petri und Pauli, die sich seit dem Beginn des 20. Jahrhunderts in demselben Gebäude befand.

## Geschichte

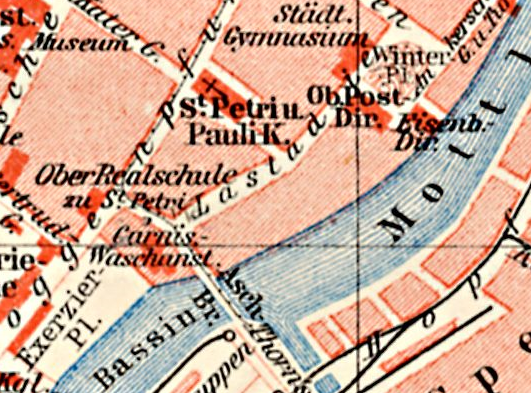
Die Oberrealschule zu St. Petri am alten Ort (Poggenpfuhl) und…

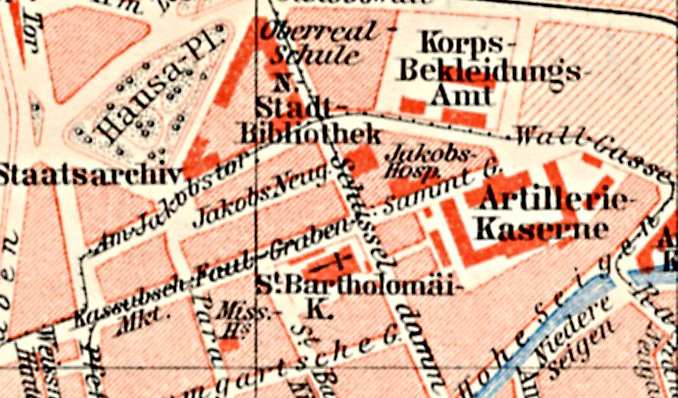
…am neuen Ort (Hansaplatz) im selben Plan von 1905.

Bereits 1436 wird in der Alten Vorstadt (polnisch: Stare Przedmieście) erstmals eine Schule zu St. Petri und Pauli als Gemeindeschule der gleichnamigen dortigen Kirche, der heutigen St.-Petri-Kirche an der ulica Żabi Kruk, die damals Poggenpfuhl hieß, genannt. Da in der St.-Petri-und-Pauli-Kirche, die im Zuge der Reformation zunächst 1557 lutherisch wurde, seit 1622 das reformierte Bekenntnis gepredigt wurde, war die Schule seither für die Schulbildung der reformierten Bürgersöhne zuständig. 1818 ging die Schule, wie alle kirchlichen Schulen in Preußen, in städtische Hand über und wurde zunächst zur Real- und Anfang des 20. Jahrhunderts zur neunklassigen Oberrealschule umgewandelt. Neben der Finanzierung durch die öffentliche Hand, gab es auch Zuwendungen durch privates Stiftungskapital. So überwies z. B. die Kabrunsche Stiftung Beträge zur Unterhaltung einer Handelsklasse als Parallelklasse zur Untersekunda an den Danziger Magistrat. Um die Jahrhundertwende zum 20. Jahrhundert waren es jährlich jeweils um 7.500 Mark.

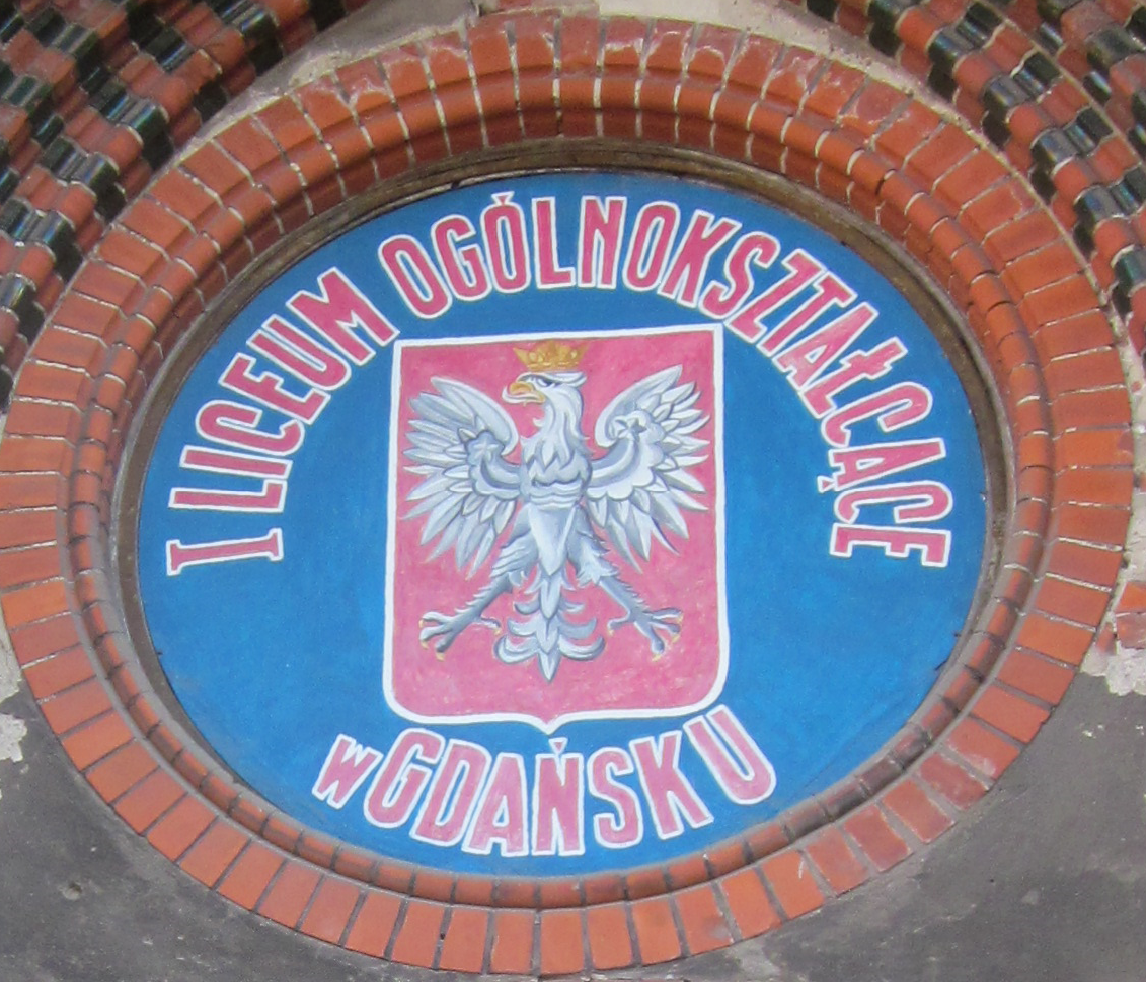
Logo des Nikolaus-Kopernikus-Lyzeums am Eingang der Schule.

Seit 1904 nutzte die Oberrealschule das heutige Schulgebäude am damaligen Hansaplatz, das nach Plänen des seinerzeitigen Stadtbaudirektors Kleefeld errichtet worden war. Es wurde im Stil der norddeutschen Backsteinneogotik errichtet, der im Ostseeraum in der damaligen Zeit für öffentliche und kirchliche Gebäude typisch war. Der deutsche Schulbetrieb endete mit der deutschen Kapitulation 1945. Am 4. September 1945 begann das erste Schuljahr des neuen polnischen Lyzeums, das 1964 nach Nikolaus Kopernikus benannt wurde. Die im Krieg zerstörte Turnhalle wurde 1958 wieder aufgebaut. Bekannte Absolventen des Lyzeums sind der derzeitige polnische Ministerpräsident und ehemalige Präsident des Europäischen Rates Donald Tusk, der ehemalige Danziger Bürgermeister Paweł Adamowicz und der Bürgerrechtler Arkadiusz Rybicki.

### Direktoren des Lyzeums
Seit Gründung des polnischen Lyzeums wurde es von folgenden Pädagogen geleitet:
- 1945–1948: Bernard Janik
- 1949–1961: Dominik Wysocki
- 1961–1972: Maria Rut
- 1972–1982: Mirosława Skrok
- 1982–1990: Regina Honchera
- 1991–2001: Teresa Trzebiatowska-Data
- 2001–2014: Andrzej Nowakowski
- seit 2014: Elżbieta Krupa-Grabowska